# Rotgelber Ziesel
Der Rotgelbe Ziesel (Spermophilus major) ist eine Hörnchenart aus der Gattung der Ziesel (Spermophilus). Er kommt in den Steppengebieten zwischen der Wolga und dem Irtysch in Russland bis in das nördliche Kasachstan vor, zudem wurde er im nördlichen Kaukasus angesiedelt.

## Merkmale
Der Rotgelbe Ziesel erreicht eine Kopf-Rumpf-Länge von etwa 25,3 bis 32,0 Zentimetern und ist damit die größte Art der Gattung. Der Schwanz wird etwa 7,3 bis 10,5 Zentimeter lang und ist wie bei allen Zieseln deutlich kürzer als der restliche Körper. Die Rückenfarbe ist dunkel ockerfarben-braun und mit zahlreichen kleinen weißen Flecken bedeckt. die Körperseiten sind heller ockerfarben bis rostrot, der Bauch ist weißlich bis gelb-ockerfarben. Die Kopfoberseite und die Schnauze sind oft grau. Unterhalb der Augen besitzt er beiderseits einen gelben bis rostroten Fleck. Der Schwanz ist oberseits ockerfarben-braun und unterseits rötlich.
| 1 | · | 0 | · | 2 | · | 3 | = 22 |
| 1 | · | 0 | · | 1 | · | 3 | = 22 |

Die Art besitzt wie alle Arten der Gattung im Oberkiefer pro Hälfte einen zu einem Nagezahn ausgebildeten Schneidezahn (Incisivus), dem eine Zahnlücke (Diastema) folgt. Hierauf folgen zwei Prämolare und drei Molare. Im Unterkiefer besitzen die Tiere dagegen nur einen Prämolar. Insgesamt verfügen die Tiere damit über ein Gebiss aus 22 Zähnen.

## Verbreitung
Der Rotgelbe Ziesel kommt in den Steppengebieten zwischen der Wolga und dem Irtysch in Russland bis in das nördliche Kasachstan vor, zudem wurde er im nördlichen Kaukasus angesiedelt. Ursprünglich erstreckte sich das Verbreitungsgebiet zwischen dem Don und der Wolga, das Verbreitungsgebiet vergrößert sich jedoch nach Süden und nach Westen. Die Tiere kommen in Höhen bis 600 Metern vor.

## Lebensweise
Der Rotgelbe Ziesel ist ein tagaktives Erdhörnchen. Es lebt vor allem in Graslandgebieten, Grassteppen und auch in landwirtschaftlich genutzten Getreideflächen sowie in Waldsteppen im Flachland. Es ernährt sich überwiegend von Pflanzenteilen, insbesondere Blättern und Samen von Gräsern und Kräutern sowie Knospen, Wurzeln und Getreide. Selten fressen sie auch Vogeleier und -küken sowie Insekten. Die Tiere leben territorial und bilden ein festes Rangsystem aus, dabei sind etwa 25 % der Begegnungen der Tiere aggressiv. Die polygynen Männchen konkurrieren miteinander und verteidigen ihr Revier gegen andere Männchen, die monogamen Weibchen legen ihre Baue und Territorien innerhalb der Reviere der Männchen an. Junge Weibchen bleiben in der Nähe ihrer Mütter, junge Männchen verteilen sich weiter. Der Bau ist in der Regel einfach mit einem Eingang und einer Nestkammer, er hat eine Länge und Tiefe von einem bis zwei Metern. Daneben werden flache Fluchtbaue angelegt, in die sich die Tiere bei Gefahr begeben können. Die Nestbaue der Weibchen sind etwas komplexer und haben häufig einen zweiten Eingang.
Die Tiere verbringen den Winter wie andere Ziesel in einem langen Winterschlaf, der von Mitte Juni, bei Jungtieren und Weibchen auch August, beginnt. Er dauert 6,5 bis 8,5 Monate, die Tiere erwachen etwa im März des Folgejahres. Die Fortpflanzungszeit beginnt im Frühjahr direkt nach der Überwinterung. Die sieben bis acht Jungtiere kommen im unterirdischen Nest zur Welt und verlassen dieses zum Ende des Frühjahrs.
Greifvögel, auf deren Anwesenheit die Tiere mit kurzen, hohen Alarmrufen und Flucht reagieren, sind die Hauptfressfeinde. Die Haupt-Todesursache ist der Tod durch Erfrieren während des Winterschlafes durch Bodenfrost und eine verspätete Erwärmung im Frühjahr.

## Systematik
Der Rotgelbe Ziesel wird als eigenständige Art innerhalb der Gattung der Ziesel (Spermophilus) eingeordnet, die nach aktuellem Stand nach einer Revision der Gattung aus 15 Arten besteht. Die wissenschaftliche Erstbeschreibung stammt von dem Naturforscher Peter Simon Pallas aus dem Jahr 1779. Er beschrieb die Art anhand von Individuen aus der Oblast Samara, ehemals Oblast Kuibyschew.
Innerhalb der Art werden neben der Nominatform keine weiteren Unterarten unterschieden.

## Status, Bedrohung und Schutz
Der Rotgelbe Ziesel wird von der International Union for Conservation of Nature and Natural Resources (IUCN) als nicht gefährdet (Least concern) eingeordnet. Begründet wird dies durch die große Bestandszahl und das große Verbreitungsgebiet der Tiere. Obwohl es regional zu Bestandsverringerungen und auch zum Verschwinden von Kolonien kommt, ist der Gesamtbestand nicht gefährdet. Zugleich vergrößert sich das Verbreitungsgebiet. Dabei unterliegen die Bestände periodischen Schwankungen mit Massenvermehrungen und danach folgenden Regulierungen des Bestands, sie ändern sich entsprechend jedes Jahr.
Innerhalb des Gebietes findet eine Bejagung der Tiere als Fleisch- und Pelzlieferant statt, die jedoch nicht als bestandsgefährdend eingestuft wird. In einigen Gebieten gelten sie als Getreideschädlinge und werden in Fallen gefangen.

## Belege
1. 1 2 3 4 5 6 7 8 9  Richard W. Thorington Jr., John L. Koprowski, Michael A. Steele: Squirrels of the World. Johns Hopkins University Press, Baltimore MD 2012; S. 306–307. ISBN 978-1-4214-0469-1
2. ↑  Robert S. Hoffmann, Andrew T. Smith: Spermophilus. In: Andrew T. Smith, Yan Xie: A Guide to the Mammals of China. Princeton University Press, Princeton NJ 2008, ISBN 978-0-691-09984-2, S. 193.
3. 1 2 3 4 5 6  Spermophilus major in der Roten Liste gefährdeter Arten der IUCN 2015.1. Eingestellt von: K. Tsytsulina, N. Formozov, B. Sheftel, 2008. Abgerufen am 30. Juni 2015.
4. ↑  Kristofer M. Helgen, F. Russell Cole, Lauren E. Helgen, Don E. Wilson: Generic Revision in the holarctic ground squirrels genus Spermophilus. Journal of Mammalogy 90 (2), 2009; S. 270–305. doi:10.1644/07-MAMM-A-309.1
5. 1 2  Spermophilus major In: Don E. Wilson, DeeAnn M. Reeder (Hrsg.): Mammal Species of the World. A taxonomic and geographic Reference. 2 Bände. 3. Auflage. Johns Hopkins University Press, Baltimore MD 2005, ISBN 0-8018-8221-4.